# Dzięcioł iberyjski
Dzięcioł iberyjski (Picus sharpei) – gatunek średniej wielkości ptaka z rodziny dzięciołowatych (Picidae). Występuje na Półwyspie Iberyjskim oraz w skrajnie południowej Francji. Do roku 2011 uznawany za podgatunek dzięcioła zielonego (Picus viridis). Nie jest zagrożony wyginięciem.

## Taksonomia
Takson ten po raz pierwszy opisał Howard Saunders w roku 1872, jako osobny gatunek, pod nazwą Gecinus sharpei. Do roku 2011 dzięcioł iberyjski uznawany był jednak za podgatunek dzięcioła zielonego (P. viridis). Najprawdopodobniej podtaksony dzięcioła zielonego nie są jednego pochodzenia (w kontekście geograficznym). Dzięcioł iberyjski powstał w wyniku specjacji allopatrycznej. Podgatunek afrykański dzięcioła zielonego oddzielił się od europejskiego 1,6–2,2 mln lat temu. Podgatunek nominatywny zamieszkujący Europę oddzielił się od P. sharpei około 0,7–1,2 mln lat temu (środkowy plejstocen). W tym przypadku barierę geograficzną specjacji allopatrycznej stanowią Pireneje. Oddzielenie od osobników zamieszkujących pozostałą część Europy doprowadziło do wykształcenia innych cech morfologicznych. Na południu Francji dochodzi do krzyżowania się podgatunku P. viridis viridis z P. sharpei.

## Morfologia
Długość ciała wynosi 32 cm. Od dzięcioła zielonego P. sharpei różni się szarymi bokami głowy, całkowicie szkarłatnym paskiem przyżuchwowym (bez czarnego obrzeżenia). U samicy pasek przyżuchwowy całkowicie czarny. U obu płci brak czarnej brwi. Kuper intensywnie żółty. Wierzch głowy czerwony. Kark, wierzch ciała i skrzydła zielone. Tęczówki białe. Lotki na obu chorągiewkach posiadają białe plamy na ciemnoszarym tle, jednak na chorągiewkach zewnętrznych zielono obrzeżone. Sterówki szarobrązowo-jasnoszaro prążkowane.

### Wymiary
Wymiary podane są w milimetrach. Dla porównania podano też wymiary dla dzięcioła zielonego.
|                    | Skrzydło | Ogon    | Skok  | Dziób |
| ------------------ | -------- | ------- | ----- | ----- |
| P. sharpei         | 155–157  | —       | —     | 38    |
| P. viridis viridis | 165–172  | 105–115 | 30–33 | 50–53 |

## Behawior

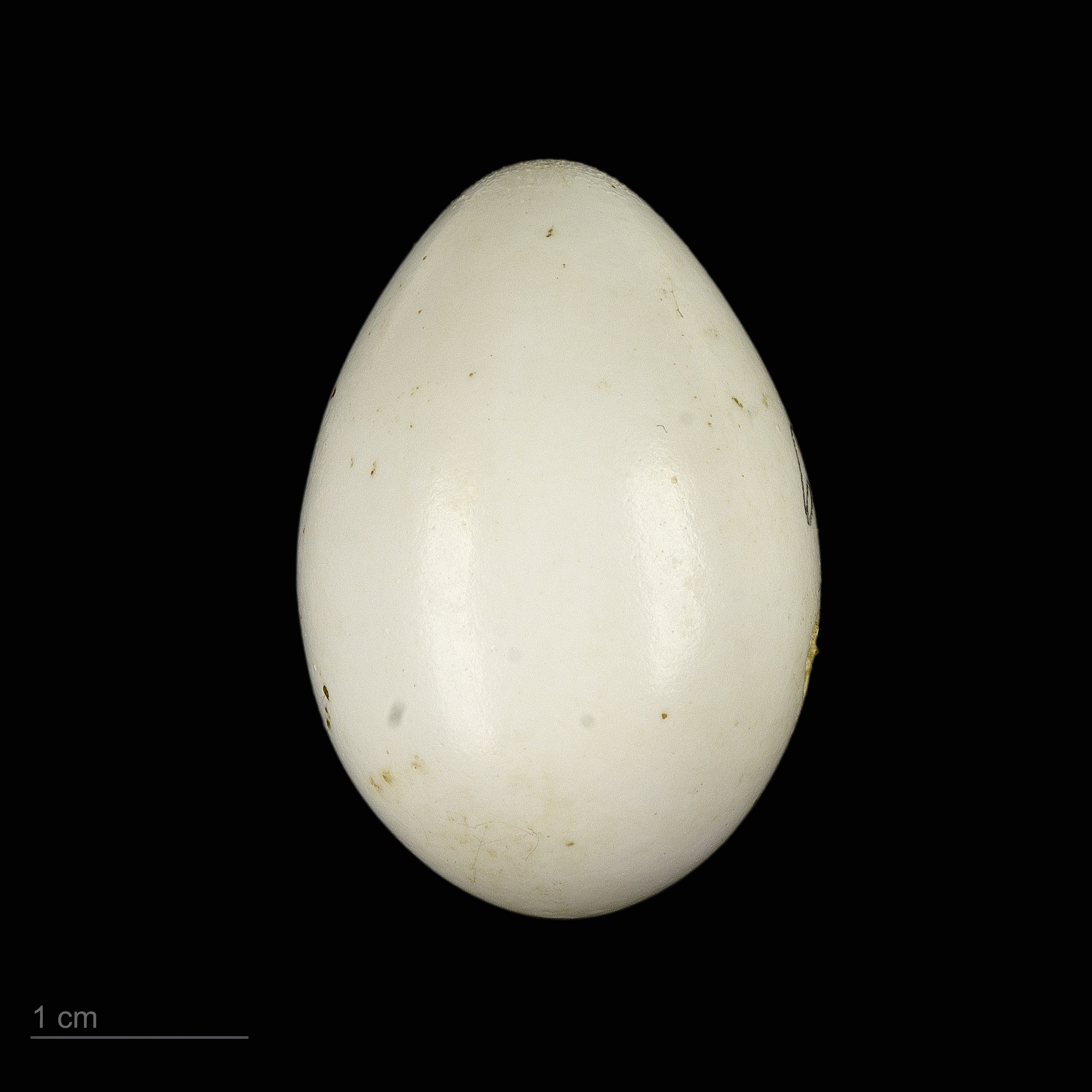
Jajo z kolekcji muzealnej

Głos identyczny jak u dzięcioła zielonego; odzywa się głośnym śmiechem klikliklikli. Wymiary jaj wynoszą 29,5–33 x 20–24,1 mm.

## Status
Międzynarodowa Unia Ochrony Przyrody (IUCN) od 2020 roku uznaje dzięcioła iberyjskiego za gatunek najmniejszej troski (LC – Least Concern); wcześniej, od 2015 roku klasyfikowała go jako gatunek bliski zagrożenia (NT, Near Threatened), a od 2012 jako gatunek najmniejszej troski. Liczebność populacji szacuje się na 488–938 tysięcy dorosłych osobników. BirdLife International uznaje trend liczebności populacji za spadkowy.